# Солнечное (Гурьевский городской округ)
Солнечное — посёлок в Гурьевском городском округе Калининградской области. Входил в состав Низовского сельского поселения (упразднёно в 2014 году).

## История
Населенный пункт был основан в 1362 году. 
В 1946 году Праддау был переименован в поселок Солнечное.

## Население
| 2002 | 2010 |
| ---- | ---- |
| 68   | ↗69  |

1910 году в проживало 92 человека.